# Les Amazones (Symphonie Dramatique)
Les Amazones, op. 26, es una sinfonía dramática para orquesta, soprano, contralto, tenor y coro mixto escrita en un movimiento por la pianista y compositora francesa Cécile Chaminade en 1884 (año de publicación), con texto de Charles Grandmougin, interpretada por primera vez en un concierto organizado por el 'Cercle Catholique' en Anvers el 18 de abril de 1888, con la propia Chaminade como solista.